# José de Castro «Jopi»
José Luis de Castro (Leganés, Madrid, 28 de febrero de 1974), más conocido por José de Castro o Jopi es un guitarrista, productor y director musical español. Actualmente forma parte de la banda que acompaña a Melendi.

## Biografía y carrera musical
De Leganés de toda la vida, empezó en la música estudiando guitarra clásica, solfeo y coral, amén de otras cosas relacionadas con la música. Cuando tenía diecisiete años se pasó a los estudios de guitarra eléctrica y a tocar en un grupo de hard rock llamado Reina De Corazones, dónde coincidió con el vocalista Ignacio Prieto (Eden Lost, Atlas) y el baterista Antonio Alcoba (Beethoven R). Con ellos grabó seis maquetas y actuó por varios lugares de España entre 1992 y 1996. Llegó a ganar el concurso Trofeo Villa de Madrid.
Posteriormente, trabajó como guitarrista en orquestas y grupos, compaginándolo con el de profesor de Ritmo y compás en varias escuelas de música, donde dejó de impartirlas en el año 2002.
- En 2002 salió a la venta su primer disco instrumental, titulado Un poco de lo mío, compuesto, editado y producido por él mismo.  Los músicos fueron Alex García al bajo y Manu Rey a la batería.

El disco trajo un sonido rock mezclado con otros estilos, como el funk, pop o fusión entre otros y recibió buenas críticas por la prensa española e internacional.
- En 2004 grabó su segundo disco, Music Guitar Box, donde se rodeó de otros grandes músicos como Simon Phillips y Melvin Lee Davis y otros músicos del panorama nacional como Maurizio Sgaramella, Denis Bilanin y Enzo Filippone.

- En 2006 publicó su tercer trabajo bajo el nombre de Conversation. En este disco contó nuevamente con Melvin Lee Davis, Denis Bilanin y Enzo Filippone, más José Vera al bajo e Iñaki Quijano a los teclados.

- En 2009 lanzó su cuarto disco, el primero en directo, grabado en dos conciertos en la ciudad de Leganés los días 21 y 22 de noviembre de 2007. Live fue el título del disco que trajo doble CD, donde volvieron a colaborar Enzo Filippone y José Vera, más Alexis Fernández.

- En 2012 lanzó su quinto disco bajo el nombre "Moments" y cuenta una vez más con Enzo Filippone y José Vera. Es el primer disco que graba en su propio estudio "JDC ESTUDIOS". Las mezclas corren a cargo de Ron Saint Germain y El mastering de Joe Gastwirt.

- Desde 2010 tiene su propio estudio de grabación "JDC ESTUDIOS" en su ciudad natal de Leganés donde realiza numerosas grabaciones y producciones para distintos artistas y grupos.

Con su propia música, comparte escenario con guitarristas de la talla de Joe Satriani, Michael Landau, Scott Henderson, Paul Gilbert, Guthrie Govan, Richard Hallebeek, Reb Beach, Mattias IA Eklundh entre muchos otros.
Ha trabajado con muchos artistas, tanto como guitarrista como productor. Chenoa, Malú, Mónica Naranjo , Oscar Casañas y Melendi son un claro ejemplo.
- Desde 2012, es artista de la prestigiosa marca Fender.

En noviembre del 2012 sale a la venta su primer libro "Guitarra para torpes".
Es editado por Editorial Anaya y está dentro de la colección "Para torpes" con ilustraciones de Forges.
- Durante el 2013 realiza más de 100 actuaciones (entre promociones y conciertos en gira) con motivo de la salida al mercado del último disco de Melendi "Lágrimas desordenadas". actuaciones tanto en España como en Sudamérica.

Jopi participa en el programa de televisión "Generación Rock" para TVE1, donde junto a Melendi y Reichel, forman una banda de rock con 15 personas mayores de 70 años. El programa es emitido tanto por TVE1 a nivel nacional como por el canal internacional de dicha cadena.
Durante el mes de octubre del 2013, Jopi realiza una serie de conciertos en China con las marcas de efectos para guitarra Mooer y Joyo. Con motivo del existo de sus actuaciones allí, deciden editar un CD donde hay canciones de sus 4 álbumes de estudio.
- En abril del 2014 sale al mercado "Best of José de Castro for China". El álbum sólo se edita físicamente en China pero sí se puede adquirir en las más importantes plataformas de descargas.

## Discografía
- Un poco de lo mío (2002)
- Music Guitar Box (2004)
- Conversation (2006)
- Live (2009)
- Moments (2012)
- Best of José de Castro for China (2014)